# Секретаровка
Секрета́ровка — деревня в Задонском районе Липецкой области России. Входит в состав Тимирязевского сельсовета.

## География
Расположено в пределах Среднерусской возвышенности, в южной части Липецкой области, в северной части Задонского района.
Имеет одну улицу: Садовая.

## История
В Списке населённых мест Российской империи по сведениям 1859—1873 годов упоминается как сельцо владельческое Заполец (Секретарская), при прудах. Список населённых мест Орловской губернии 1927 года приводит название деревни Секретаровка (Заполец), входящая в Секретаровский сельсовет на рч. Безымянный.

## Население
| 2010 |
| ---- |
| 0    |

### Историческая численность населения
По Списку населённых мест Российской империи по сведениям 1859—1873 годов проживали 352  человек, по 176 мужчин и женщин. К 1927 году 546 человек, из них 267 мужчин и
279 женщин.

## Инфраструктура
Личное подсобное хозяйство с зоной сельскохозяйственного использования, индивидуальная застройка усадебного типа. Согласно Списку населённых мест Российской империи по сведениям 1859—1873 годов — 27 дворов.

## Транспорт
Просёлочные дороги. Одна из них выходит на федеральную автомагистраль «Дон» и далее в центр сельсовета посёлок Тимирязево